# Akagi Munenori

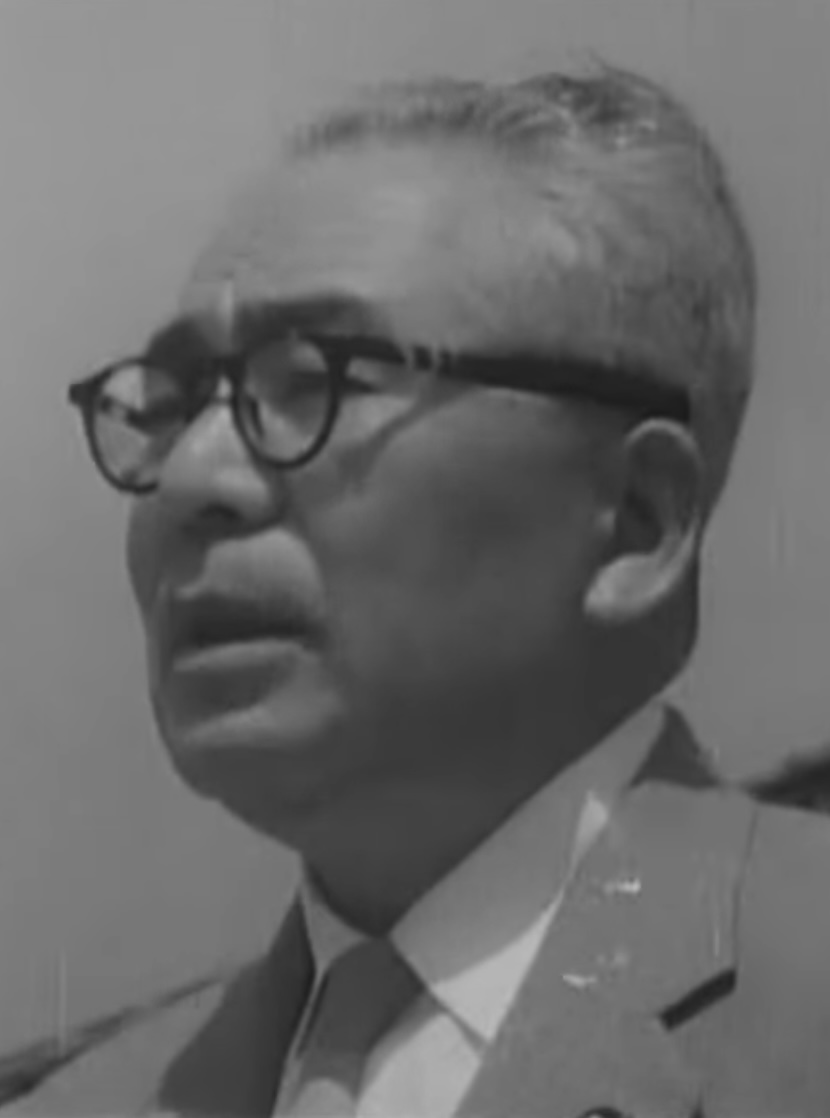
Akagi Munenori (1959)

Akagi Munenori (japanisch 赤城 宗徳; * 2. Dezember 1904 in Akeno, Chikusei, Präfektur Ibaraki; † 11. November 1993) war ein japanischer Politiker verschiedener Parteien und zuletzt der Liberaldemokratischen Partei (LDP), der unter anderem zwischen drei Mal Minister für Land- und Forstwirtschaft (1957 bis 1958, 1963 bis 1965, 1971 bis 1972), zwischen 1958 und 1959 Chefkabinettssekretär sowie von 1959 bis 1960 Generaldirektor der Verteidigungsbehörde war.

## Leben
Akagi Munenori absolvierte ein Studium an der Juristischen Fakultät der Kaiserlichen Universität Tokio, welches er mit einem Bachelor of Laws (LL.B.) beendete. Er war von 1931 bis 1945 Bürgermeister von Ueno in der Präfektur Ibaraki sowie zugleich zwischen 1935 und 1944 Mitglied der Parlaments dieser Präfektur. Am 30. April 1937 wurde er als Parteiloser erstmals Mitglied des Shūgiin, des Unterhauses des Parlaments (Teikoku-gikai), und vertrat in diesem bis zum 14. Februar 1938 den dritten Bezirk der Präfektur Ibaraki. Als Vertreter dieses Wahlbezirks war er zwischen dem 30. April 1942 und dem 18. Dezember 1945 abermals Mitglied des Shūgiin und schloss sich zunächst der am 20. Mai 1942 gebildeten Politischen Gesellschaft zur Unterstützung der Kaiserlichen Herrschaft IRAPA (Yokusan seijikai) und danach vom 11. März bis 15. August 1945 der Nationalen Verteidigungsbruderschaft NDB (Gokoku Doshikai)) an. 
Akagi war kurzzeitig Mitglied der vom 8. Dezember 1945 bis zum 24. Mai 1946 bestehenden Kooperativen Partei (Nihon Kyōdōtō) und trat 1950 der von Shigeru Yoshida gegründeten Liberalen Partei (Jiyūtō). Am 1. Oktober 1952 wurde er für die Liberale Partei im dritten Bezirk der Präfektur Ibaraki erneut zum Mitglied des Repräsentantenhauses gewählt und gehörte diesem nach seinen darauf folgenden Wiederwahlen bis zum 9. Dezember 1976 an, wobei er 1954 zur Demokratischen Partei Japans JDP (Nihon Minshutō) und schließlich zu der am 15. November 1955 gegründeten Liberaldemokratischen Partei LDP (Jiyūminshutō) wechselte. Innerhalb der der LDP schloss er sich zunächst der Faktion von Kishi Nobusuke an, ehe er zur Shiina-Faktion wechselte.
Am 20. Juli 1957 wurde Akagi Munenori in das umgebildete erste Kabinett Kishi berufen und bekleidete in diesem bis zum 12. Juni 1958 erstmals das Amt des Ministers für Land- und Forstwirtschaft. Im darauf folgenden Kabinett Kishi II fungierte er zwischen dem 12. Juni 1958 und dem 18. Juni 1959 als Chefkabinettssekretär. Daraufhin fungierte er vom 18. Juni 1959 bis zum 19. Juli 1960 nach der Umbildung des zweiten Kabinett Kishi als Generaldirektor der Verteidigungsbehörde im Range eines Staatsministers. Nach seinem Ausscheiden aus der Regierung war er im LDP-Vorstand unter dem Parteivorsitzenden Ikeda Hayato als Nachfolger von Hori Shigeru von Juni 1961 bis zu seiner Ablösung durch Fujiyama Aiichirō im Juli 1963 Vorsitzender des Exekutivrates und übernahm damit als Vorsitzender des Ausschusses für Allgemeine Angelegenheiten eines der „drei wichtigen Parteiämter“ der Liberaldemokratischen Partei.
Am 18. Juli 1963 wurde Akagi nach der dritten Umbildung des zweiten Kabinetts Ikeda abermals Minister für Land- und Forstwirtschaft und bekleidete dieses Ministeramt auch im Kabinett Ikeda III (9. Dezember 1963 bis 9. November 1964) sowie im Kabinett Satō I (9. November 1964 bis 3. Juni 1965). Im Juni 1965 übernahm er im LDP-Parteivorstand unter dem nunmehrigen Parteivorsitzenden Satō Eisaku als Nachfolger von Sutō Hideo Vorsitzender des
Politikforschungsrates und bekleidete damit bis zu seiner Ablösung durch Mizuta Mikio im August 1966 abermals eines der „drei wichtigen Parteiämter“ der LDP.
Nach der Umbildung des dritten Kabinetts Satō war Akagi Munenori zwischen dem 5. Juli 1971 und dem 7. Juli 1972 zum dritten Mal Minister für Land- und Forstwirtschaft. Er wurde am 7. Oktober 1979 noch einmal zum Mitglied des Shūgiin gewählt und vertrat in diesem bis zum 24. Januar 1990 weiterhin die Präfektur Ibaraki. Während seiner neuerlichen Parlamentsmitgliedschaft gehörte er zur Kawamoto-Faktion (Seisaku Kondankai) um Miki Takeo und dann von Kōmoto Toshio. Er fungierte zudem als Nachfolger von Hayashi Hyakuro von 1980 bis zu seiner Ablösung durch Nakano Shirō 1981 als Vorsitzender des Disziplinarausschusses des Repräsentantenhauses. Für seine Verdienste wurde ihm der Orden der Aufgehenden Sonne Erster Klasse sowie die Ehrenmedaille am dunkelblauen Band verliehen.
Er war mit Akagi Hisa verheiratet. Sein Enkel ist der Politiker Akagi Tokuhiko, der ebenfalls Mitglied des Shūgiin sowie 2007 für einige Monate kommissarischer Minister für Landwirtschaft, Forsten und Fischerei war.

## Veröffentlichungen
Akagi Munenori verfasste zahlreiche Bücher, die insbesondere von Erinnerungen aus seiner politischen Arbeit sowie der Situation der Landwirtschaft und Bauern geprägt waren, aber auch Prosawerke. Zu seinen Werken gehören:
- その後 („Danach“), 1938
- 南方圏を視る („Ein Blick auf die südlichen Regionen“), 1941
- パプアの農業建設 ニューギニア開発の方針 („Landwirtschaftlicher Bau in Papua: Entwicklungspolitik Neuguineas“), 1943
- 苦悩する農村 農業問題管見 („Leidende ländliche Gebiete: Ein kurzer Blick auf landwirtschaftliche Probleme“), 1953
- わが百姓の記 („Meine Bauernchroniken“), 1958
- ラテン・アメリカの旅より („Von einer Reise durch Lateinamerika“), 1958
- 平将門 („Taira no Masakado“), 1960, Neuauflage 1970
- 将門記 真福寺本評釈 („Taira no Masakado: Kommentar zur Shinpukuji-Ausgabe“), 1964
- ふるさとの心 („Das Herz der Heimatstadt)“, 1966
- 記者席からみた国会十年の側面史 安保から安保まで („Ein Seitenblick auf zehn Jahre Parlament von der Pressetribüne: Vom Sicherheitsvertrag zum Sicherheitsvertrag“), 1969
- あの日その時 („Jene Tage und Zeiten“), 1971
- 将門地誌 („Taira no Masakados Chishi“), 1972
- 今だからいう („Jetzt, wo ich es sagen kann“), 1973
- 初心生涯 („Ein Leben eines Anfängers“), 1975
- 赤城宗徳と平将門 („Akagi Munenori und Taira no Masakado“), 1976
- 素顔のソ連邦 („Das wahre Gesicht der Sowjetunion“), 1980
- 日ソ関係を考える 激動の大正・昭和を生きて („Die japanisch-sowjetischen Beziehungen: Leben in der turbulenten Taisho- und Showa-Ära“), 1982
- 私の平将門 („Mein Taira no Masakado“), 1983
- わが百姓の記 日本の農業と農村を想う („Mein Bauerntagebuch: Gedanken zur japanischen Landwirtschaft und zu ländlichen Gebieten“), 1985